# Chrysopilus amorimi
Chrysopilus amorimi är en tvåvingeart som beskrevs av Kerr 2010. Chrysopilus amorimi ingår i släktet Chrysopilus och familjen snäppflugor. Inga underarter finns listade i Catalogue of Life.